# سفر به‌خیر (فیلم ۱۹۴۴)
سفر به‌خیر (فرانسوی: Bon Voyage‎) یک فیلم کوتاه پروپاگاندا به زبان فرانسه و به کارگردانی آلفرد هیچکاک است که برای وزارت اطلاعات انگلیس ساخته و در سال ۱۹۴۴ منتشر شد.